# Sestiere (unità di misura)
Il sestiere è il nome di un'antica misura di capacità, di valore variabile a seconda delle epoche, dei luoghi e della natura della merce misurata.
Nell'antica Grecia un sestiere equivaleva a 8 chenici e rappresentava un sesto di medimno.
In Francia il setier equivaleva a 12 staia. A loro volta due sestieri facevano una pinta. In termini attuali, il setier corrispondeva a circa 159 litri. 